# Lepanthes cryptostele
Lepanthes cryptostele är en orkidéart som beskrevs av Gerardo A. Salazar och Soto Arenas. Lepanthes cryptostele ingår i släktet Lepanthes och familjen orkidéer. Inga underarter finns listade i Catalogue of Life.